# Nia Peeples

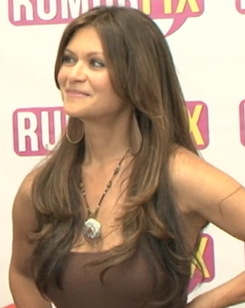
Nia Peeples, 2013

Nia Peeples (* 10. Dezember 1961 in Hollywood, Los Angeles, Kalifornien; als Virenia Gwendolyn Peeples) ist eine US-amerikanische Sängerin und Schauspielerin mit philippinischen Wurzeln.

## Leben
Peeples wuchs in West Covina, Kalifornien auf. Bereits als achtjähriges Kind trat sie in Amateurvorstellungen auf. Sie studierte Musik an der University of California, Los Angeles. Peeples begann ihre Karriere als Young American.
Peeples debütierte in der Fernsehserie The Music Shoppe aus dem Jahr 1981. In den Jahren 1984 bis 1987 trat sie in der Fernsehserie Fame – Wege zum Ruhm auf. In den Jahren 1983 bis 1994 war sie in der Serie General Hospital als Carla Escobar zu sehen. Im SF-Thriller Deep Star Six (1989) spielte sie eine der größeren Rollen. In der Miniserie Wildes Land (1993) trat sie an der Seite von Jon Voight, Barbara Hershey, Louis Gossett junior, Oliver Reed und Reese Witherspoon auf. Zudem hatte sie 1994 einen Gastauftritt in der Fernsehserie Highlander. Jeweils eine größere Rolle spielte sie auch neben Steve Guttenberg in der Horrorkomödie Im Jenseits sind noch Zimmer frei (1997) sowie an der Seite von Dan Aykroyd und John Goodman in der Komödie Blues Brothers 2000 (1998) und im Actionfilm Connors’ War (2006) mit Anthony Criss. Von 2010 bis 2017 spielte sie die wiederkehrende Rolle der Pam Fields in der Drama- und Mysteryserie Pretty Little Liars.
Peeples war von 1984 bis 1986 mit dem Schauspieler Guy Ecker, mit dem sie einen Sohn hat, von 1989 bis 1993 mit dem Sänger Howard Hewett, mit dem sie zwei Töchter hat, und von 1997 bis 2004 mit dem Stuntman Lauro Chartrand verheiratet, mit dem sie eine Tochter hat. In vierter Ehe ist sie mit dem Surfer Sam George verheiratet.

## Diskografie

### Alben
| Jahr | Titel               | Höchstplatzierung, Gesamtwochen, AuszeichnungChartsChartplatzierungen (Jahr, Titel, Platzierungen, Wochen, Auszeichnungen, Anmerkungen) | Anmerkungen                |
| Jahr | Titel               | US | Anmerkungen                |
| ---- | ------------------- | --- | -------------------------- |
| 1988 | Nothin’ But Trouble | US97 (21 Wo.)US | Erstveröffentlichung: 1988 |
| 1991 | Nia Peeples         | — | Erstveröffentlichung: 1991 |

### Singles
| Jahr | Titel Album                  | Höchstplatzierung, Gesamtwochen, AuszeichnungChartsChartplatzierungen (Jahr, Titel, Album, Platzierungen, Wochen, Auszeichnungen, Anmerkungen) | Anmerkungen                        |
| Jahr | Titel Album                  | US | Anmerkungen                        |
| ---- | ---------------------------- | --- | ---------------------------------- |
| 1988 | Trouble Nothin’ But Trouble  | US35 (5 Wo.)US | Erstveröffentlichung: Mai 1988     |
| 1991 | Street of Dreams Nia Peeples | US12 (20 Wo.)US | Erstveröffentlichung: Oktober 1991 |
| 1992 | Kissing the Wind Nia Peeples | US76 (5 Wo.)US | Erstveröffentlichung: Februar 1992 |
| 1992 | Faces of Love Nia Peeples    | US88 (4 Wo.)US | Erstveröffentlichung: Juni 1992    |

## Filmografie (Auswahl)
- 1983–1986: Fame – Der Weg zum Ruhm (Fame, Fernsehserie, 58 Folgen)
- 1987: North Shore
- 1989: Deep Star Six
- 1992: I Don’t Buy Kisses Anymore
- 1993: Wildes Land (Return to Lonesome Dove)
- 1994: Improper Conduct
- 1995: Courthouse (TV-Serie, elf Folgen)
- 1995: Mr. Stitch
- 1997: Im Jenseits sind noch Zimmer frei (Tower of Terror, Fernsehfilm)
- 1998: Blues Brothers 2000
- 1999–2001: Walker, Texas Ranger (Fernsehserie, 47 Folgen)
- 2001: Bruderhass – Ich will dein Leben! (Alone with a Stranger)
- 2001: The Riff
- 2002: Halbtot – Half Past Dead (Half Past Dead)
- 2005: Inside Out
- 2005: Barber Shop (Fernsehserie, 3 Folgen)
- 2006: Connors’ War
- 2007–2009: Schatten der Leidenschaft (The Young and the Restless, Fernsehserie)
- 2009: The Outside
- 2010–2017: Pretty Little Liars (Fernsehserie, 38 Folgen)
- 2011: Battle of Los Angeles
- 2012: Werwolf – Das Grauen lebt unter uns (Werewolf: The Beast Among Us)
- 2012: 23 Minutes to Sunrise
- 2014: Longmire (Fernsehserie, Folge 3x05)
- 2014: Lap Dance
- 2015: Lavalantula – Angriff der Feuerspinnen (Lavalantula, Fernsehfilm)
- 2017: Alaska Is a Drag
- 2017–2018: The Fosters (Fernsehserie, neun Folgen)
- 2018: Mistrust
- 2019: The Untold Story
- 2019: Badland Wives (Fernsehfilm)
- 2019: Dying for a Baby (Fernsehfilm)